# شهرستان تساروفو
شهرستان تساروفو (به بلغاری: Tsarevo Municipality) یک شهرستان در بلغارستان است که در استان بورگاس واقع شده‌است. شهرستان تساروفو ۵۱۳٫۴ کیلومتر مربع مساحت و ۹٬۲۹۱ نفر جمعیت دارد.